# Cikánský baron (protipartyzánská operace)
Cikánský baron byla kárná (trestná) protipartyzánská operace wehrmachtu na východní frontě. Probíhala od 16. května do 6. června 1943 s cílem oslabit partyzánské hnutí v Brjanských lesích jako součást přípravy na německou útočnou operaci Citadela.

## Výchozí podmínky a cíle operace
Po obsazení Brjanské oblasti německými silami se zde zformovalo silné partyzánské hnutí, které mělo za cíl narušovat německé zásobování fronty. V roce 1942 jejich záškodnické akce dosáhly vrcholu. Spočívaly v útocích na infrastrukturu, ale i na představitele protisovětských sil, jakým byl také Voskobojnikov. Podle velitelství Brjanského frontu k 1. říjnu 1942 měsíčně sovětští partyzáni vyřadili z provozu v průměru 8 – 10 lokomotiv a 150 – 200 vozů. Jen v období září – prosinec 1942 bylo vykolejeno 226 vlaků. 
Německé vedení na tuto situaci reagovalo Směrnicí Vůdce číslo 46 Instrukce pro potírání banditismu na východě nařizující německým bezpečnostním složkám totální zničení band (partyzánů). Směrnice zajistila imunitu před trestním stíháním každému příslušníkovi ozbrojených složek za jakékoliv činy spáchané během operací proti banditismu (německy Bandenbekämpfung). 
S ohledem na chystanou operaci Citadela bylo nutné zajistit plynulé zásobování vojsk na frontě, k čemuž bylo nutné získat kontrolu nad zásobovacími komunikacemi a omezit operační možnosti partyzánských skupin. Operaci prováděly bezpečnostní jednotky skupiny armád Střed posílené o jednotky stažené z fronty, ale také formace z východních dobrovolníků. 
Sovětské partyzánské síly zajistily oblast pomocí opevnění, byly vybudovány bunkry a zemljanky, palebná postavení pro dělostřelectvo, kulometná hnízda, zákopy pro granátomety a střelce, které byly propojeny průchody. Ve směru nejpravděpodobnějšího výskytu nepřítele byly vykopány samostatné zákopy určené pro 7 – 10 osob s pečlivě maskovanými podzemními komunikačními chodbami.

## Nasazené síly

### Německé okupační síly a spolupracující útvary
Celkově se z německé strany zúčastnilo celkem 50 000 lidí. Na okrajích partyzánské oblasti byly připraveny zadržovací oddíly, které měly likvidovat partyzány vytlačované z lesů.
Protipartyzánské síly:
- 4. tanková divize (zničena v roce 1945 v Kuronském kotli),
- 18. tanková divize (v srpnu – zárí 1943 zničena v Bitvě u Kurska, obnovena a v listopadu 1943 zničena u Kyjeva),
- 10. motorizovaná divize (zničena v Jasko-kišiněvské operaci v roce 1944, znovu zformována a zničena ve Viselsko-oderské operaci v roce 1945),
- 7. pěší divize (kapitulovala před Rudou armádou v Polsku v roce 1945),
- 292. pěší divize (zničena v roce 1945 Rudou armádou ve Východním Prusku),
- 707. pěší divize (útvar složený ze starších vojáků a zničen Rudou armádou v Bělorusku při operaci Bagration).[1]
- Dále se jednalo o útvary maďarské armády, francouzských dobrovolníků[pozn. 2], zvláštní prapor Desna (ukrajinský)[pozn. 3], jezdecký oddíl Trubčevsk[pozn. 4], RONA, 709. východní pluk zvláštního určení[pozn. 5].

### Sovětské síly
Na sovětské straně v oblasti operace působilo 12 brigád o celkovém počtu asi 10 tisíc lidí pod Velitelstvím spojených partyzánských brigád vedené plukovníkem státní bezpečnosti Dmitrijem Vasiljevičem Jemljutinem (rusky Дми́трий Васи́льевич Емлю́тин) . Celkově však v Brjanských lesích, vymezení viz infobox, operovalo 60 000 partyzánů (31 partyzánských uskupení: 27 partyzánských brigád, partyzánský dělostřelecký pluk, 3 formace ukrajinských partyzánů).

## Průběh operace
Operace začala v noci 16. května 1943 a do 20. května 1943 se německým silám podařilo proniknout do hloubky území, kde operovali partyzáni. Na útoku se podílely také oddíly letectva, které prováděly až 350 bojových náletů na partyzánské základny denně.
Partyzánské útvary byly obklíčeny a odděleny od sebe. V zátahu uvízly brigády Ščorse (731 lidí), Kravcovova (asi 600 lidí), Smrt německým okupantům (asi 1 000 lidí) a 1. Vorošilova (asi 550 lidí). V sevření se také ocitlo hlavní velitelství v čele s Dmitrijem Vasiljevičem Jemljutinem, který ztratil kontrolu nad velením.
21. května 1943 Němci obnovili provoz na železniční trati v oblasti, a tím přesun divizí na frontu. Partyzáni se v obklíčení hájili 10 dní v rozmezí 20. – 29. května 1943 proti německým silám podporovaných letectvem. Součástí tažení proti partyzánům bylo i shazování letáků s výzvou ke kapitulaci, či přeběhnutí. Celkově bylo shozeno přes milion letáků.
29. května 1943 partyzánům došla munice a nastal také nedostatek potravin. Sovětské letectvo v noci dodávalo obklíčeným brigádám jídlo, munici, výbušniny a další nezbytné vybavení. Jednalo se o dodávku 14 tun mouky, 13 000 konzerv, granáty, miny a další. Sovětské bitevní letectvo se pokoušelo narušovat bombardováním jednotky protivníka. Boje se odehrávaly poblíž obcí:
- Altuchovo (rusky Алтухово (Брянская область))
- Glinnoje (rusky Глинное (Гордеевский район)),
- Krasnaja Sloboda (rusky Красная Слобода),
- Kokorjevka (rusky Кокоревка),
- Ostryje Luky (rusky Острые Луки),
- Suzemka (rusky Суземка).

Ve zprávě sovětské bezpečnosti se o průběhu bojů uvádí následující:
| „ | Všechny partyzánské brigády utrpěly těžké ztráty, byli zabiti dva velitelé brigád a mnoho velitelů oddílů, velké množství partyzánů bylo zajato nepřítelem. Část partyzánů z jedné z brigád se přidala k policii. Situace je extrémně špatná, počet ozbrojených lidí v brigádách a oddílech se snížil a vypukl hladomor. Nepřítel blokuje partyzány. K boji proti partyzánům byla do lesa vyslána policejní brigáda náčelníka Lokoťského okresu Kaminského. | “ |
| — Zvláštní zpráva 1. oddělení 4. hlavní správy NKGB SSSR pro komisaře státní bezpečnosti B.Z. Kobulova (rusky Богда́н Заха́рович Кобу́лов) | |   |

30. května 1943 s ohledem na situaci se sovětské velení rozhodlo změnit taktiku. Partyzánské oddíly dostaly rozkaz rozptýlit se do malých skupin, které se měly pokusit projít přes německé jednotky. Po průchodu obklíčením měly nepřátelské jednotky ze zálohy napadat a bránit jim uchytit se v lesích.
31. května 1943 německé síly dobyly partyzánské letiště u vesnice Směliž (rusky Смелиж) a zatlačily sovětské partyzány k řece Desně. Území kontrolované partyzány se zúžilo na 6 kilometrů čtverečných. Jemljutin byl z postu hlavního velitele odvolán. Velení převzal Anatolij Petrovič Gorškov (rusky Анато́лий Петро́вич Горшко́в), důstojník státní bezpečnosti, který obnovil velení a kontrolu nad partyzánskými brigádami.
Nové velení se rozhodlo soustředit síly a probít se společně z kotle. Podle plánu údernou skupinu tvořily oddíly Za vlast a 1. Vorošilova brigáda vyzbrojené 70 kulomety a 250 automatickými zbraněmi. Brigáda Za sovětskou moc kryla zadní část. Místo vybrané pro průlom byla oblast 200 – 300 metrů široká na čáře dotyku dvou protipartyzánských divizí.
V noci na 2. července 1943 začal pokus o průlom německých linií. Během tvrdých bojů se části partyzánů podařilo uniknout z obklíčení. Velitel brigády Za vlast Tkačenko v bitvě padl. V následujících dnech se partyzáni přemístili do nových oblastí a pokusili se obnovit svou činnost. 
6. července 1943 intenzita bojů začala klesat, 10. července 1943 boje téměř ustaly a operace byla ukončena.

## Výsledky operace
Partyzánům se podařilo, i když se značnými ztrátami, z obklíčení uprchnout. Přitom zabili, zranili a zajali 3 852 lidí. 888 vojáků z východních dobrovolnických praporů a pomocné policie přešlo na stranu partyzánů. 
V rámci operace bylo zlikvidováno 1 584 partyzánů, 2 000 jich bylo zraněno, 1 568 jich bylo zajato a 869 partyzánů přešlo na německou stranu. Mimo to bylo zničeno 207 partyzánských základen, 2 930 zemljanek a palebných stanovišť, ukořistěno 21 těžkých děl, 3 tanky, 60 000 nábojů, 5 000 ručních granátů, desítky kulometů a stovky ručních zbraní. Německé jednotky zabily více lidí, než kolik ukořistily zbraní. Z toho lze dovodit, že mnozí zabití byli nezúčastnění civilisté. Z bojové zóny bylo evakuováno 15 812 lidí, z nichž 2 400 bylo zatčeno jako bandité.
Operační velitelství Wehrmachtu 8. července 1943 shrnulo předběžné výsledky snah o „vyčištění“ okupovaných sovětských oblastí tak, že není nezbytné navyšovat počty mužů v protipartyzánských útvarech, protože pacifikaci východních oblastí nelze vojensky zajistit. Proto se německá armáda měla soustředit pouze na zajištění podmínek pro výkon bojové činnosti. V důsledku těchto zkušeností němečtí vojáci přešli na taktiku opotřebovávání, blokace základen a přerušování dodávky potravin. V souhrnu i po utrpěném úderu sovětské partyzánské skupiny pokračovaly v boji. V rozmezí od 7. července do 10. srpna 1943, tedy po skončení operace, vykolejili partyzáni v oblasti 123 německých vlaků.
17. září 1943 osvobodila Rudá armáda město Brjansk.